# Овёс щетинистый
Овёс щетини́стый (лат. Avéna strigósa), или овёс песча́ный, — однолетний злак, вид рода Овёс (Avena).
Один из культурных видов рода, в настоящее время выращиваемый редко и иногда встречающийся в качестве засорителя посевов.

## Ботаническое описание
Однолетнее растение с прямостоячими или приподнимающимися в основании стеблями (35)60—100(120) см высотой, с 3—5 узлами.
Листья 8—25 см длиной и 0,5—1 см шириной, зелёные, линейные, плоские, шероховатые, заострённые на конце. Влагалища нижних листьев редковолосистые, верхние — голые. Язычок 2—5 мм длиной, плёнчатый, с тупой верхушкой.
Метёлка 8—30 см длиной, односторонняя, раскидистая или полусжатая. Колоски поникающие, на неравных веточках, 15—26 мм длиной, с 2 цветками, редко одно- или трёхцветковые. Колосковые чешуи почти равные по длине между собой, ланцетовидной формы, закруглённые, гладкие, с 7—9 жилками, с заострённой верхушкой. Ось колоска без сочленений, при созревании плодов колоски опадают целиком или плоды неправильно отламываются. Нижняя цветковая чешуя 10—18 мм длиной, узколанцетной формы, на верхушке с двумя узкими зубцами, переходящими в остевидные заострения 3—6(9) мм длиной, покрыта щетинистыми волосками по всей поверхности, либо только в верхней части или же голая, с 7 жилками, на спинке с шероховатой коленчато-изогнутой, у основания закрученной, остью 17—28(35) мм длиной, выходящей примерно из середины. Верхняя цветковая чешуя узкоэллиптической формы, короче нижней, мелковолосистая по килям. Пыльники 2,5—4 мм длиной.
Зерновки волосистые, узкоэллиптические, скрыты в цветковых чешуях.
Диплоидный вид, набор хромосом — 2n = 14.

## Распространение
Встречается в Западной Европе, на северо-западе Европейской части России, в Белоруссии и Эстонии в качестве специально возделываемого и засоряющего посевы растения. Предпочитает лёгкие песчаные почвы, растёт на них лучше, чем овёс пустой. Наиболее полиморфен в Португалии и Испании, где встречаются различные формы растения, из других регионов не известные.
Довольно часто встречается в Бразилии, куда был завезён.

## Таксономия

### Синонимы
- Avena agraria Brot., 1804
- Avena alta Cav. ex Roem. & Schult., 1817, nom. inval.
- Avena ambigua Schönh. ex Nyman, 1882, nom. inval.
- Avena arduensis Lej. ex Steud., 1840, nom. inval.
- Avena freita Ortega ex Spreng., 1801
- Avena glabrescens (Malzev) Herter, 1940
- Avena nervosa Lam., 1791
- Avena nuda subsp. strigosa (Schreb.) Mansf., 1959
- Avena sativa var. strigosa (Schreb.) Bonnier & Layens, 1894
- Danthonia strigosa (Schreb.) P.Beauv., 1812
- Preissia strigosa (Schreb.) Opiz, 1852

и другие.